# Вольпато, Кристиан
Кристиан Вольпато (итал. Cristian Volpato; род. 15 ноября 2003, Кампердаун) — итальянский футболист, полузащитник клуба «Сассуоло».

## Клубная карьера
Вольпато — воспитанник австралийских клубов «Сидней Юнайтед», Сидней, «Уэстерн Сидней Уондерерс» и итальянской «Ромы». 4 декабря 2021 года в матче против миланского «Интера» он дебютировал в итальянской Серии A. 19 февраля 2022 года в поединке против «Эллас Верона» Кристиан забил свой первый гол за «Рому». 